# Thomas Bing
Thomas Bing (3 aprile 1990) è un fondista tedesco.

## Biografia
Bing, originario di Dermbach e attivo in gare FIS dal gennaio del 2006, ha esordito in Coppa del Mondo il 3 dicembre 2011 a Düsseldorf (60º) e ai Giochi olimpici invernali ai Soči 2014, classificandosi 36º nella 50 km, 32º nella sprint e 36º nello skiathlon.
Nella stagione successiva ha debuttato ai Campionati mondiali: nella rassegna iridata di Falun si è piazzato 42º nella 50 km, 46º nella sprint, 4º nella sprint a squadre e 7º nella staffetta. Due anni dopo, ai Mondiali di Lahti 2017, si è classificato 45º nella 15 km, 41° nella sprint, 7° nella sprint a squadre e 6º nella staffetta. Ai XXIII Giochi olimpici invernali di Pyeongchang 2018 si è classificato 15º nella sprint, 30º nella 50 km, 11º nello skiathlon, 10º nella sprint a squadre e 6° nella staffetta, mentre ai Mondiali di Oberstdorf 2021 si è piazzato 49º nella sprint.

## Palmarès

### Mondiali juniores
- 3 medaglie:
  - 2 argenti (staffetta a Malles Venosta 2008; staffetta a Praz de Lys - Sommand 2009)
  - 1 bronzo (staffetta a Hinterzarten 2010)

### Coppa del Mondo
- Miglior piazzamento in classifica generale: 30º nel 2013

### Campionati tedeschi
- 3 medaglie[1]:
  - 2 argenti (10 km TL nel 2009; inseguimento nel 2012)
  - 1 bronzo (10 km TC nel 2010)